# Karlsbader Gebirge
Das Karlsbader Gebirge (Karlovarská vrchovina) ist eine geomorphologische Einteilung in dem Erzgebirgs-Subprovinz (Krušnohorská subprovincie) genannten Gebiet in Nordböhmen.
Geomorphologische Einteilung Tschechiens mit der Erzgebirgs-Subprovinz (Krušnohorska subprovincie) (rot markiert)

## Geographie
Es liegt im Karlovarský kraj (Region Karlsbad) zwischen Kynšperk nad Ohří, Horní Slavkov und Karlovy Vary im Norden, Marienbad und Planá im Westen, Bezdružice im Süden und Zlutice im Osten.

## Geomorphologie
Geomorphologische Klassifizierung:

System: Hercynisch

Untersystem: Hercynisches Gebirge

Provinz: Böhmische Masse (Česká vysočina)

Subprovinz: Krušnohorská subprovincie (Erzgebirgs-Subprovinz)

Gebiet: Karlovarská vrchovina (Karlsbader Gebirge)
Das Karlsbader Gebirge als geomorphologisches Gebiet in Tschechien umfasst folgende Haupt- und Untereinheiten:
- Kaiserwald (Slavkovský les)
  - Kynžvartská vrchovina
  - Hornoslavkovská vrchovina
  - Bečovská vrchovina
- Tepler Hochland (Tepelská vrchovina)
  - Toužimská plošina
  - Bezdružická vrchovina
  - Žlutická vrchovina

## Gewässer
Der nördliche Teil wird von der Ohře und ihrem Nebenfluss Teplá durchflossen. Die südlichen und östlichen Grenzen sind im Einzugsgebiet von Mže und Střely.